# Wesselburen (Amt Kirchspielslandgemeinde)

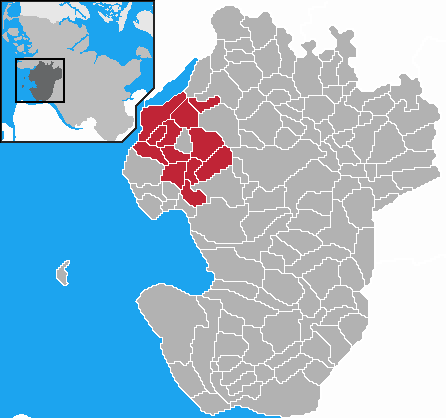
Localização do antigo Amt Kirchspielslandgemeinde Wesselburen no distrito de Dithmarschen

Kirchspielslandgemeinde Wesselburen foi uma associação municipal (Amt) da Alemanha, localizada no estado de Schleswig-Holstein, distrito de Dithmarschen. Em 25 de maio de 2008, ela foi unida ao Amt Kirchspielslandgemeinde Büsum e à cidade de Wesselburen para formar o Amt Büsum-Wesselburen. A sede do Amt era Wesselburen, que não era membro da associação.
O Amt Kirchspielslandgemeinde Wesselburen era composto das seguintes municipalidades (população em 31/12/2006):
1. Friedrichsgabekoog (66)
2. Hellschen-Heringsand-Unterschaar (183)
3. Hillgroven (83)
4. Norddeich (430)
5. Oesterwurth (275)
6. Reinsbüttel (426)
7. Schülp (489)
8. Strübbel (99)
9. Süderdeich (518)
10. Wesselburener Deichhausen (146)
11. Wesselburenerkoog (148)